# Île Melon
L'île Melon est une petite île inhabitée de la commune de Porspoder dans le  Finistère proche de la presqu'île Saint-Laurent.
Accessible à marée basse, elle formait, il y a deux siècles encore, l'archipel des Loches, avec l'île désormais engloutie de Lamic'h.
Elle tiendrait son nom du nom d'un saint dont le culte était répandu au Pays de Galles et dans les Cornouailles britanniques.

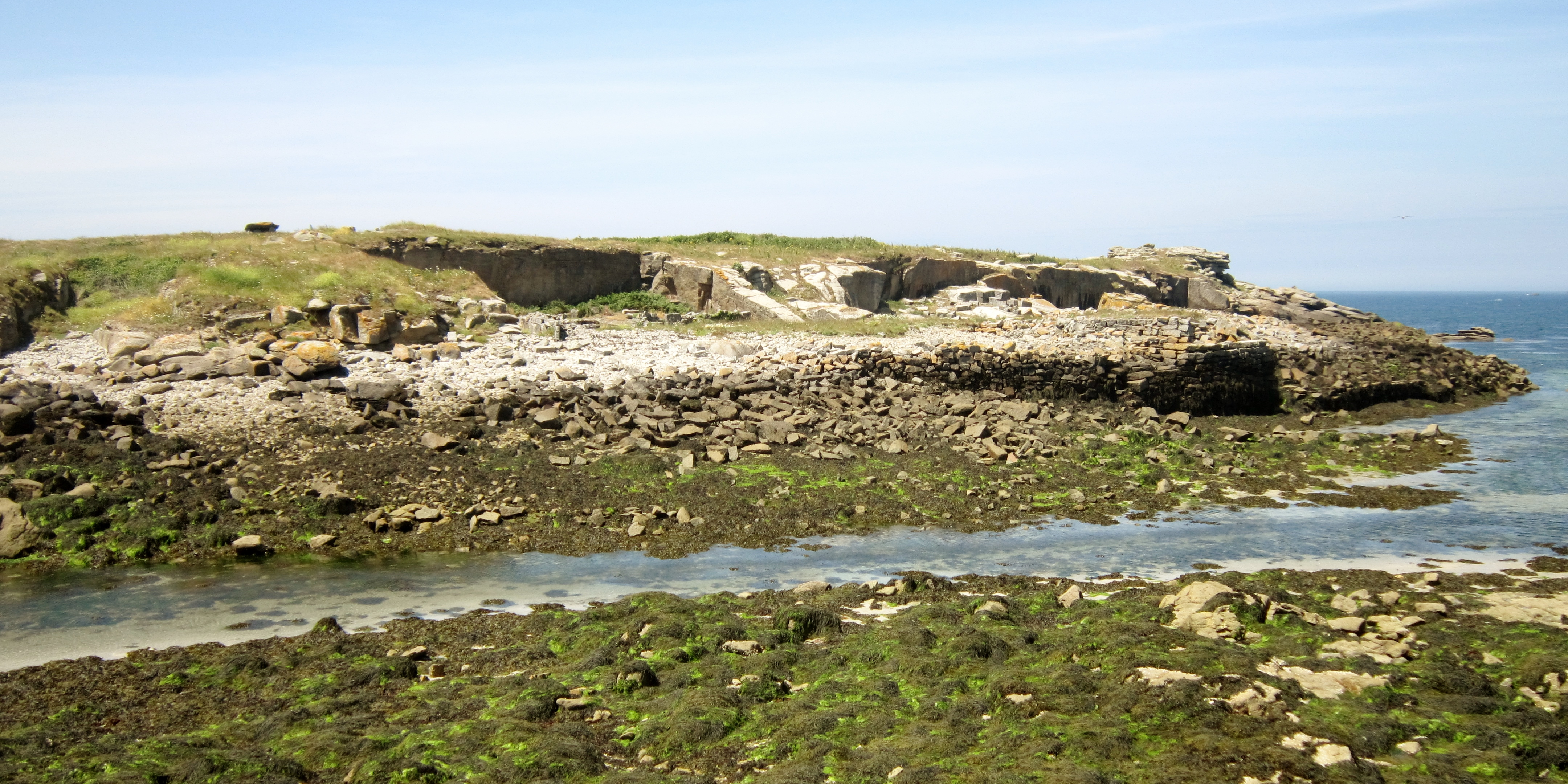
L'île Melon et ses anciennes carrières de granite vue du continent.

## Historique
Elle renferme des vestiges mégalithiques (menhirs et dolmens) plus ou moins bien conservés.
L'abbé Alexandre Thomas écrit en 1889 qu'à la pointe de l'île Melon « on montre une roche appelée encore aujourd'hui Roc'h-ar-Marc'h-Du et où, dit-on, aurait débarqué saint Pol [venant d'Ouessant]. (...) Au temps de saint Pol, ce n'était probablement même pas une île, car elle n'était séparée de la terre ferme que par un canal qui n'a même pas trente mètres de largeur ».
L'îlot « était naguère l’un des principaux sites d’extraction du granite de l’Aber-Ildut. Sur sa face occidentale, face au large, le granite était exploité sur l’estran et dans la falaise ; le système des diaclases, ici particulièrement bien visibles, guidait l’avancement des travaux. Sur sa face occidentale, abritée, l’îlot était l’objet d’une gigantesque exploitation qui, peu à peu, a “grignoté” toute sa partie nord-est. Les fronts de taille le long desquels s’est arrêtée l’extraction sont constituées par des diaclases subverticales. De superbes blocs, en cours de débitage, gisent sur le sol, abandonnés ».